# 屏東紙漿廠
屏東紙漿廠位於屏東市復興路，為昔日台灣糖業公司副產加工廠之一，目前為屏東縣民公園。

## 沿革
屏東紙漿廠興建於1977年9月，1985年1月歸併台糖屏東總廠，1988年3月更名為屏東副產加工場。1994年7月1日停閉。
屏東紙漿廠主要原料為蔗渣。各糖廠製糖剩餘之蔗渣經過打包機壓成塊渣，利用台糖鐵路五分車載運至屏東製造紙漿。

## 外部連結
- 台糖全球中文入口網 （页面存档备份，存于）